# Starkes Gesetz der großen Zahlen
Das starke Gesetz der großen Zahlen ist ein mathematischer Satz aus der Wahrscheinlichkeitstheorie, der Aussagen darüber trifft, wann eine Folge von normierten Zufallsvariablen gegen eine Konstante, meist den Erwartungswert der Zufallsvariablen, konvergiert. Das starke Gesetz der großen Zahlen wird mit dem schwachen Gesetz der großen Zahlen zu den Gesetzen der großen Zahlen gezählt und gehört zu den klassischen Grenzwertsätzen der Stochastik. Der Unterschied zwischen der „starken“ und der „schwachen“ Version ist die Art der betrachteten Konvergenz: Das starke Gesetz der großen Zahlen trifft eine Aussage über die P-fast sichere Konvergenz der Zufallsvariablen, das schwache Gesetz der großen Zahlen hingegen über die stochastische Konvergenz der Zufallsvariablen.
Oftmals unterscheidet man mehrere Versionen des starken Gesetzes der großen Zahlen, die sich durch die Allgemeinheit ihrer Formulierung oder die Stärke ihrer Voraussetzungen unterscheiden. So existiert beispielsweise Borels  starkes Gesetz der großen Zahlen (nach Émile Borel), Kolmogorovs erstes und zweites starkes Gesetz der großen Zahlen (nach Andrei Nikolajewitsch Kolmogorow) und das starke Gesetz der großen Zahlen von Etemadi (nach Nasrollah Etemadi).

## Formulierung
Ist eine Folge {\displaystyle (X_{n})_{n\in \mathbb {N} }} von Zufallsvariablen gegeben, so sagt man, dass diese Folge dem starken Gesetz der großen Zahlen genügt, wenn der Mittelwert der zentrierten Zufallsvariablen
{\displaystyle {\overline {X}}_{n}:={\frac {1}{n}}\sum _{i=1}^{n}\left(X_{i}-\operatorname {E} (X_{i})\right)}
fast sicher gegen 0 konvergiert. Das bedeutet, dass
{\displaystyle P(\lim _{n\to \infty }{\overline {X}}_{n}=0)=1}
ist.

## Interpretation und Unterschied zum schwachen Gesetz der großen Zahlen
Aus dem starken Gesetz der großen Zahlen folgt immer das schwache Gesetz der großen Zahlen.

## Gültigkeit
Im Folgenden sind verschiedene Voraussetzungen, unter denen das starke Gesetz der großen Zahlen gilt, aufgelistet. Dabei steht die schwächste und auch speziellste Aussage ganz oben, die stärkste und allgemeinste ganz unten.

### Borels starkes Gesetz der großen Zahlen
Ist {\displaystyle (X_{n})_{n\in \mathbb {N} }} eine Folge von unabhängigen, zum Parameter {\displaystyle p\in (0,1)} Bernoulli-verteilten Zufallsvariablen, so genügt die Folge dem starken Gesetz der großen Zahlen, das heißt, der Mittelwert der Zufallsvariablen konvergiert fast sicher gegen den Parameter {\displaystyle p}.
Diese Aussage wurde 1909 von Émile Borel bewiesen und entspricht der Formulierung von Bernoullis Gesetz der großen Zahlen als starkes Gesetz der großen Zahlen.

### Satz von Cantelli
Der Satz von Cantelli liefert die Gültigkeit des starken Gesetzes der großen Zahlen unter Anforderungen an die vierten Momente und die zentrierten vierten Momente. Er wurde 1917 von Francesco Paolo Cantelli bewiesen und gilt als das erste Resultat, das die Gültigkeit des starken Gesetzes der großen Zahl für Folgen von Zufallsvariablen beliebiger Verteilungen liefert.

### Erstes Gesetz der großen Zahlen von Kolmogorow
Ist eine unabhängige Folge von Zufallsvariablen {\displaystyle (X_{n})_{n\in \mathbb {N} }} mit endlicher Varianz gegeben und gilt
{\displaystyle \sum _{n=1}^{\infty }{\frac {\operatorname {Var} (X_{n})}{n^{2}}}<\infty },
so genügt {\displaystyle (X_{n})_{n\in \mathbb {N} }} dem starken Gesetz der großen Zahlen. Dabei wird die obige Bedingung auch Kolmogorow-Bedingung genannt, sie dient der Abschätzung durch die Kolmogorow-Ungleichung.
Diese Aussage wurde 1930 von Andrei Nikolajewitsch Kolmogorow bewiesen.

### Zweites Gesetz der großen Zahlen von Kolmogorow
Ist die Folge von Zufallsvariablen {\displaystyle (X_{n})_{n\in \mathbb {N} }} unabhängig identisch verteilt und ist {\displaystyle \operatorname {E} (|X_{n}|)<\infty }, dann genügt die Folge dem starken Gesetz der großen Zahlen.
Die Aussage wurde 1933 von Andrei Nikolajewitsch Kolmogorow bewiesen.

### Starkes Gesetz der großen Zahl von Etemadi
Ist die Folge von Zufallsvariablen {\displaystyle (X_{n})_{n\in \mathbb {N} }} identisch verteilt und paarweise unabhängig mit {\displaystyle \operatorname {E} (|X_{n}|)<\infty }, so genügt sie dem starken Gesetz der großen Zahlen.
Diese Aussage ist eine echte Verbesserung gegenüber dem zweiten Gesetz der großen Zahlen von Kolmogorow, da aus Unabhängigkeit stets paarweise Unabhängigkeit folgt, der Rückschluss gilt aber im Allgemeinen nicht. Diese Aussage wurde 1981 von Nasrollah Etemadi bewiesen.

## Alternative Formulierungen

### Allgemeinere Formulierung
Etwas allgemeiner sagt man, dass die Folge der Zufallsvariablen dem starken Gesetz der großen Zahlen genügt, wenn es reelle Folgen {\displaystyle (b_{n})_{n\in \mathbb {N} }} mit {\displaystyle \lim _{n\to \infty }b_{n}=\infty } und {\displaystyle (a_{n})_{n\in \mathbb {N} }} gibt, so dass für die Partialsumme
{\displaystyle S_{n}:=\sum _{i=1}^{n}X_{i}}
die Konvergenz
{\displaystyle {\frac {S_{n}}{b_{n}}}-a_{n}\rightarrow 0}
fast sicher gilt.

### Speziellere Formulierung
Manche Autoren betrachten die fast sichere Konvergenz der gemittelten Partialsummen {\displaystyle {\frac {1}{n}}\sum _{i=1}^{n}X_{i}} gegen {\displaystyle \operatorname {E} (X_{1})}. Diese Formulierung setzt jedoch voraus, dass alle Zufallsvariablen denselben Erwartungswert haben.

## Verallgemeinerungen

### Ergodensätze
Eine mögliche Verallgemeinerung des starken Gesetzes der großen Zahlen sind der individuelle Ergodensatz und der Lp-Ergodensatz. Diese Ergebnisse der Ergodentheorie lassen sich auf stationäre stochastische Prozesse {\displaystyle (X_{n})_{n\in \mathbb {N} }} anwenden. Somit ist bei diesen Sätzen stochastische Abhängigkeit der betrachteten Folge von Zufallsvariablen möglich.

### Vektorwertige Abbildungen
Das Gesetz der großen Zahlen lässt sich auch für vektorwertige Abbildungen formulieren. Einige Kriterien hierfür liefert der Satz von Mourier.